# Žak Eržen
Žak Eržen (* 19. Oktober 2005) ist ein slowenischer Radrennfahrer. 

## Sportlicher Werdegang
Erste Erfolge als Junior erzielte Eržen auf der Bahn. Bei den Europameisterschaften 2022 gewann er die Bronzemedaille im Ausscheidungsfahren, bei den Weltmeisterschaften wurde er Titelträger im Ausscheidungsfahren und Bronzemedaillengewinner im Scratch. Ein Jahr später stand er als Vize-Europameister im Ausscheidungsfahren erneut auf dem Podium der Europameisterschaften. Bei den Weltmeisterschaften im selben Jahr wurde er Vizeweltmeister im Omnium. 2023 machte Eržen auch auf der Straße durch mehrere Podiumsplatzierungen bei internationalen Rennen auf sich aufmerksam, unter anderem wurde er Zweiter beim Juniorenrennen von Kuurne–Brüssel–Kuurne und Dritter bei Nokere Koerse. Zum Abschluss der Saison 2023 gewann er die Bronzemedaille bei den Europameisterschaften im Straßenrennen der Junioren.
Zur Saison 2024 wurde Eržen Mitglied im Team CTF Victorious, dem Development Team von Bahrain Victorious. Beim Grand Prix Adria Mobil erzielte er im Sprint einer größeren Gruppe seinen ersten Sieg auf der UCI Europe Tour. Zur Saison 2025 wechselte er wie geplant in das UCI WorldTeam.

## Familie
Žak Eržen ist der Sohn von Milan Eržen, Teammanager des UCI WorldTeams Bahrain Victorious.

## Erfolge

### Straße
2023
- Junioren-Europameisterschaften – Straßenrennen

2024
- Grand Prix Adria Mobil

### Bahn
2022
- Junioren-Weltmeister – Ausscheidungsfahren
- Junioren-Weltmeisterschaften – Scratch
- Junioren-Europameisterschaften – Ausscheidungsfahren

2023
- Junioren-Weltmeisterschaften – Omnium
- Junioren-Europameisterschaften – Ausscheidungsfahren